# Behea
Behea (en hindi: बेहेया ) es una ciudad de la India, en el distrito de Bhojpur, estado de Bihar.

## Geografía
Se encuentra a una altitud de 67 m s. n. m. a 87 km de la capital estatal, Patna, en la zona horaria UTC +5:30.

## Demografía
Según estimación 2011 contaba con una población de 24 097 habitantes.